# Yul Mark Du Pont
Yul Mark Du Pont (ur. 4 kwietnia 1971) – suazyjski pływak, olimpijczyk.

## Kariera
Du Pont reprezentował Suazi podczas Letnich Igrzysk Olimpijskich 1988, na których wystartował w trzech konkurencjach: 50 m stylem dowolnym, 100 m stylem dowolnym i 100 m stylem grzbietowym. W każdej z nich uzyskał najsłabszy wynik eliminacji spośród wszystkich pływaków, którzy ukończyli zawody. Osiągnął następujące rezultaty: 52. miejsce w wyścigu na 100 m stylem grzbietowym (1:12,50), 69. miejsce na dystansie 50 m stylem dowolnym (27,93) i 76. miejsce na 100 m stylem dowolnym (1:02,70). Do 2000 roku był najmłodszym suazyjskim sportowcem uczestniczącym w igrzyskach olimpijskich – jego wynik poprawiła wówczas 15-letnia pływaczka Lisa de la Motte.
Startował podczas Igrzysk Wspólnoty Narodów 1986, na których również wystąpił w trzech konkurencjach: 100 m stylem grzbietowym, 200 m stylem grzbietowym i sztafecie |4 × 100 m stylem zmiennym. Ponownie uzyskał najsłabsze wyniki w każdej konkurencji. Na dystansie 100 m stylem grzbietowym osiągnął czas 1:14,13, w wyścigu na 200 m 2:42,33, natomiast w zawodach drużynowych sztafeta suazyjska jako jedyna nie awansowała do finału.